# Бойовий американець
«Бойовий американець» (англ. The Fighting American) — американська драма режисера Тома Формана 1924 року.

## У ролях
- Пет О'Меллі — Білл Пендлтон
- Мері Астор — Мері O'Меллорі
- Реймонд Гаттон — Денні Дейнс і Ро-Син-Цзянь
- Ворнер Оланд — Фу Шин
- Тейлор Керролл — В. Ф. Пендлтон
- Кларенс Гелдарт — Вільям А. Пендлтон
- Альфред Фішер — містер O'Меллорі
- Джек Байрон — Альфред Ратленд
- Джеймс Ванг — Лі Ен
- Емметт Кінг — професор коледжу
- Джейн Старр — Ліззі
- Френк Кінгслі — Гаррі Марч